# Каплавская волость
Каплавская волость (латыш. Kaplavas pagasts) — одна из 26 территориальных единиц Краславского края Латвии. Граничит с городом Краслава, Краславской, Удришской, Пиедруйской и Калниешской волостями своего края, Салиенской волостью Даугавпилсского края, а также Браславским районом Витебской области Белоруссии. Административным центром волости является село Каплава.

## Населенные пункты
- среднее село Каплава — 234 жителя
- среднее село Варнавичи — 70 жителей

Среди прочих населенных пунктов волости следует отметить рассеянное село Вецкаплаву, в котором в 2009 году проживало 10 жителей.